# ميخائيل أنغيلي
ميخائيل أنغيلي (بالإنجليزية: Michael Angeli)‏ هو كاتب سيناريو أمريكي، ولد في 1970.

## وصلات خارجية
- ميخائيل أنغيلي على موقع IMDb (الإنجليزية)
- ميخائيل أنغيلي على موقع ألو سيني (الفرنسية)
- ميخائيل أنغيلي على موقع قاعدة بيانات الأفلام السويدية (السويدية)
- ميخائيل أنغيلي على موقع قاعدة بيانات الفيلم (الإنجليزية)
- ميخائيل أنغيلي على موقع كينوبويسك (الروسية)